# Sironuri
A japán utcai divat egy irányzata. A „sironuri” (白塗り, Hepburn-átírással: shironuri) szó szerinti jelentése „fehérre festve”. Ez tulajdonképpen a hagyományos fehér smink elnevezése, melyet a gésák és színpadi színészek (például a kabukiban) viseltek. Az irányzatot elvétve hívják még „siro manba”, azaz „fehér manba” néven is, mivel hasonlóan erős sminket használ mint a „jamanba” stílusirányzat, csak fordított színekkel. A stílus lényege a teljesen fehérre festett arc, melyhez azután majdnem minden egyéb – bár főleg alternatív, underground – öltözködési stílus társulhat.

## Ruházat, megjelenés
A sironuri divat számos forrásból meríti az inspirációit. Mivel nem igazán van más szabály, mint hogy az arc fehérre legyen festve, sironuri sminket viselve gyakorlatilag bármilyen öltözködési stílus elkönyvelhető sironurinak. Bár vannak olyan vonulatok, melyek jellegzetesebbek, hangsúlyosabbak az irányzat esetében.
Amíg a japán divatstílusok túlnyomó része a nyugati divatból táplálkozik, a sironuri gyakran használ hagyományos japán elemeket – előfordul, hogy egy kimonó, hakama vagy geta-papucs is az öltözék része. Illetve, habár már nem kifejezetten tradicionálisnak nevezhető, a Sova-korszak (1926-1989) divatjának hatása is erőteljesen érzékelhető a sironuriban. Gyakran látni öltözetként gakurant, lányoknál matrózblúzos iskolai egyenruhát, katonai uniformist és tartozékként japán háborús zászlókat.
Természetesen az európai divatelemek is megtalálhatóak a sironuriban. Ugyanúgy népszerű az inkább gótos, arisztokratikus öltözködés a maga méretre készített ruhadarabjaival, mint az „antik baba” kinézet, melyet vintage stílusú, néha kopottas, szakadtas ruhák viselésével alkotnak meg. Néhány személynek megvan a saját egyedi, különleges stílusa, ilyen például Uri decora stílussal ötvözött sironurija, és Minori természet-ihlette ruházkodása. De láthatjuk lolita, vagy éppenséggel cyber stílusú öltözékekkel kombinálva is.
Az inspirációk listája összefoglalóan (bár a teljesség igénye nélkül): groteszk, szörnyetegek, jókai, folklór, cirkusz, grand guignol, horror, egyenruhák, japán háborús zászlók, babák, sötétség, gót, udvari bolond, bohóc, szemkötő, kötések, viktoriánus kor, vintage, tündér, plüssállatok.

## Smink
A fehér smink felvihető csak az arc területére, mintha egy fehér maszk lenne, vagy befedhető vele a nyak, fül és minden egyéb látszódó bőrfelület, mintegy porcelánbaba hatást keltve. Ez utóbbi esetben még a kéz is be van festve, vagy ügyelnek rá, hogy kesztyűt viseljenek.
A szemek kifestésénél, mint a legtöbb mai női sminkben, azok nehéz fekete szemceruzával vagy tussal való kihúzása a legnépszerűbb megoldás, amihez alulra és felülre is műszempillákat tesznek fel. Ezeket nem ritkán gyakorlatilag kiegészítőként használják, színükben, formájukban, stílusukban az egész smink és ruházat szerves részei. Egy másik megoldás, hogy az egész szem körül erősen ki van húzva, maszatos fekete szemhéjpúderrel, műszempilla nélkül. Ez egy kicsit kevésbé nőies, panda-szerű kinézetet kölcsönöz.
Meglehetősen elterjedt, szinte kötelező jellegű a különböző kontaktlencsék használata. Ezek lehetnek extrém hatásúak, mint például íriszfehérítő, bármilyen (feltűnő) színben pompázó, felemás, mintás, és így tovább, vagy az egyszerű, természetes színezetű, írisznagyobbító kerek kontaktlencse. 
Az ajkakat van, hogy fehéren hagyják, vagy épp tetszés szerint színezik – a fekete vagy a piros gyakori választás.
A sironuri smink összességében igen változatos lehet. A fehér alap, akár egy festővászon: viselője stílusától, hangulatától, kreativitásától függően a sima egyszínűtől a gyöngygyökkel, mintákkal díszítetten keresztül a feliratokkal vagy műsebhelyekkel tarkítottig megannyi sironurit láthatunk. Az utóbbi időben például elterjedt a „kucsiszake-onna” smink, a japán folklór egy alakjából merítve, amikor egy felvágott, az ajkak eredeti hosszán az egyik irányban túlnyúló, hegyes fogakkal teli szájat rajzolnak.

## Frizura
A leginkább klasszikus hajszín a fekete, lévén ez a japán emberek hajának természetes árnyalata. Viszont legalább ugyanolyan népszerűek a természetellenes, élénk színű parókák is. Van, amikor csak begöndörítik, és/vagy egy-két copfot belekötnek, de találkozhatunk igazi hajkölteményekkel is, állatfülekkel, szarvakkal, kalapokkal és számtalan egyéb más kiegészítővel díszítve.

## A közösség
A sironuri képviselői nem vegyülnek úgy össze, mint az egyéb haradzsukui utcai divat irányzatok követői (mint ahogy például az ezeket összefoglaló Harajuku kids közösségben), saját, külön találkozókat és bulikat szerveznek. Ezért is van az, hogy csak ritkán tűnnek fel olyan japán utcai divattal foglalkozó weboldalakon, mint a Tokyo Fashion. Viszont két kivétel például Uri, aki megjelenik egyéb eseményeken is, például a Pop N Cute-on, vagy Minori, aki gyakorta látható Haradzsuku utcáin. Ezen kívül míg a main-streem japán utcai divat irányzatainak képviselői elsősorban Haradzsuku és Sindzsuku területére koncentrálódnak, addig a sironuri közösség erősebb a Kanszai-régióban – de persze Tokióban is vannak jelentős sironuri találkozók. 
Illetve nem utolsósorban külföldön, az európai és nyugati országok japán utcai divatot kedvelői között is egyre nagyobb népszerűségnek örvend, elsősorban Minori növekvő ismertségének köszönhetően.

## Sironuri divatikonok
- Minori
- Uri (兎り)
- N.96
- Cunosi (津野氏)
- Kaze Taka (風鷹)